# کتابخانه هانتینگتون
کتابخانه هانتینگتون (انگلیسی: Huntington Library)، موزه هنر و باغ‌های گیاه‌شناسی شناخته شده به نام هانتینگتون است. این مجموعه بخشی از یک مؤسسه آموزشی و پژوهشی است که توسط هنری ای. هانتینگتون (۱۹۵۰–۱۸۵۰) و اربلا هانتینگتون (۱۸۵۱–۱۹۲۴) تأسیس شده و در سان مارینو، کالیفرنیا، ایالات متحده آمریکا واقع شده‌است. علاوه بر کتابخانه، این مؤسسه مجموعه‌ای از آثار هنری وسیع را با محوریت هنر قرن هجدهم و نوزدهم اروپا و قرن هفدهم تا اواسط قرن بیستم هنر آمریکایی در خود جای داده‌است. این ملک همچنین باغ‌های تخصصی گیاه‌شناسی، خصوصاً «باغ ژاپنی»، «باغ کویر»، و «باغ چینی» را نیز شامل می‌شود.
در ۵ سپتامبر ۲۰۱۹ شروع به برپایی جشن طولانی سال خود با برگزاری نمایشگاه‌ها، برنامه‌های ویژه، ابتکارات، صدمین گل رز ویژه هانتینگتون و یک مراسم رژه گل رز در سال ۲۰۲۰ در نزدیکی پاسادینا، کالیفرنیا نموده‌است.